# 米尔恩环形山
米尔恩环形山(Milne)是月球背面南半球一座巨大的古撞击坑，约形成于早雨海纪，其名称取自英国天体物理学家及数学家爱德华·亚瑟·米尔恩(1892年-1950年)，1970年被国际天文学联合会正式批准接受。

## 描述

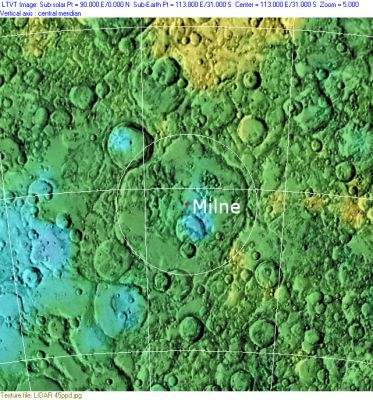
克莱门汀号探测器激光测高雷达绘制的可视化地形图。

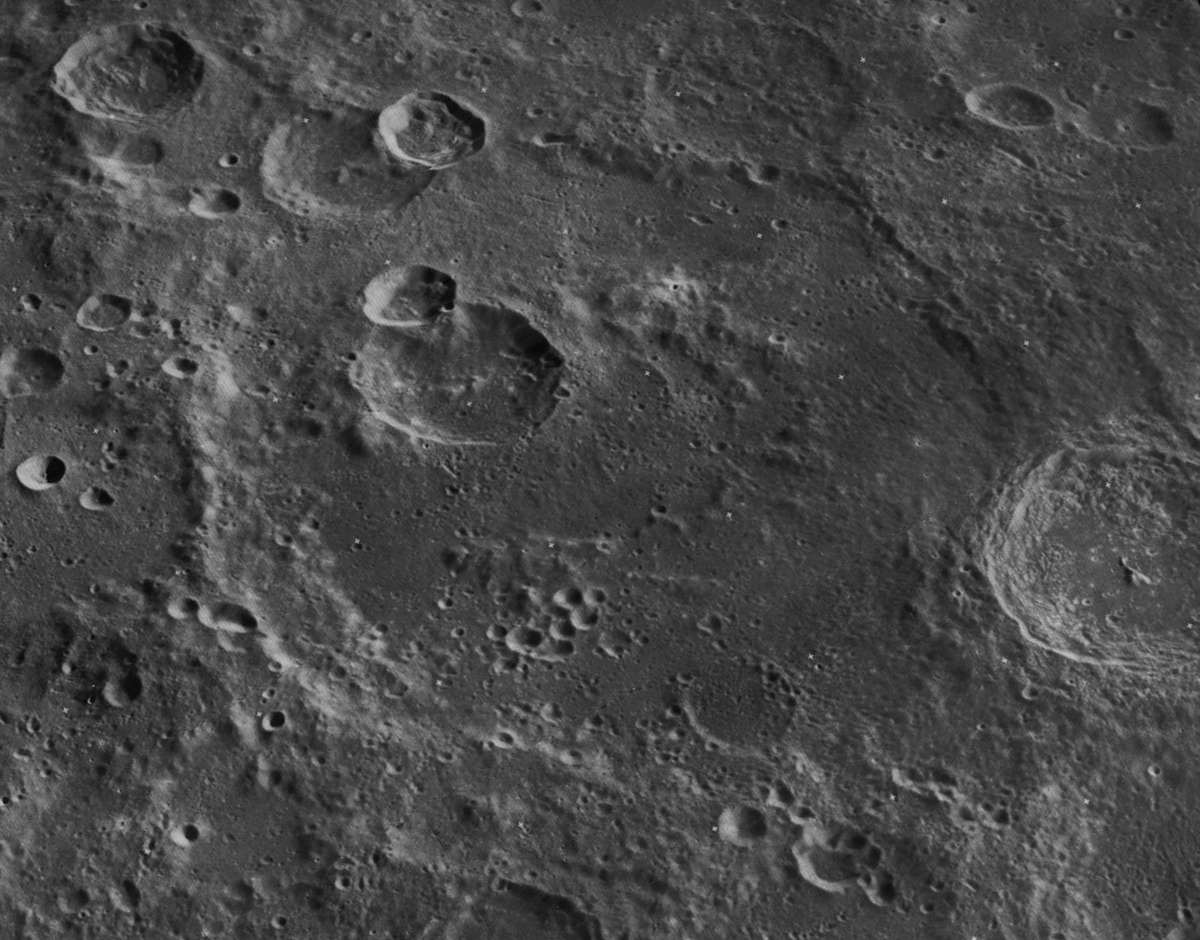
月球轨道器3号拍摄的西南向斜视图。

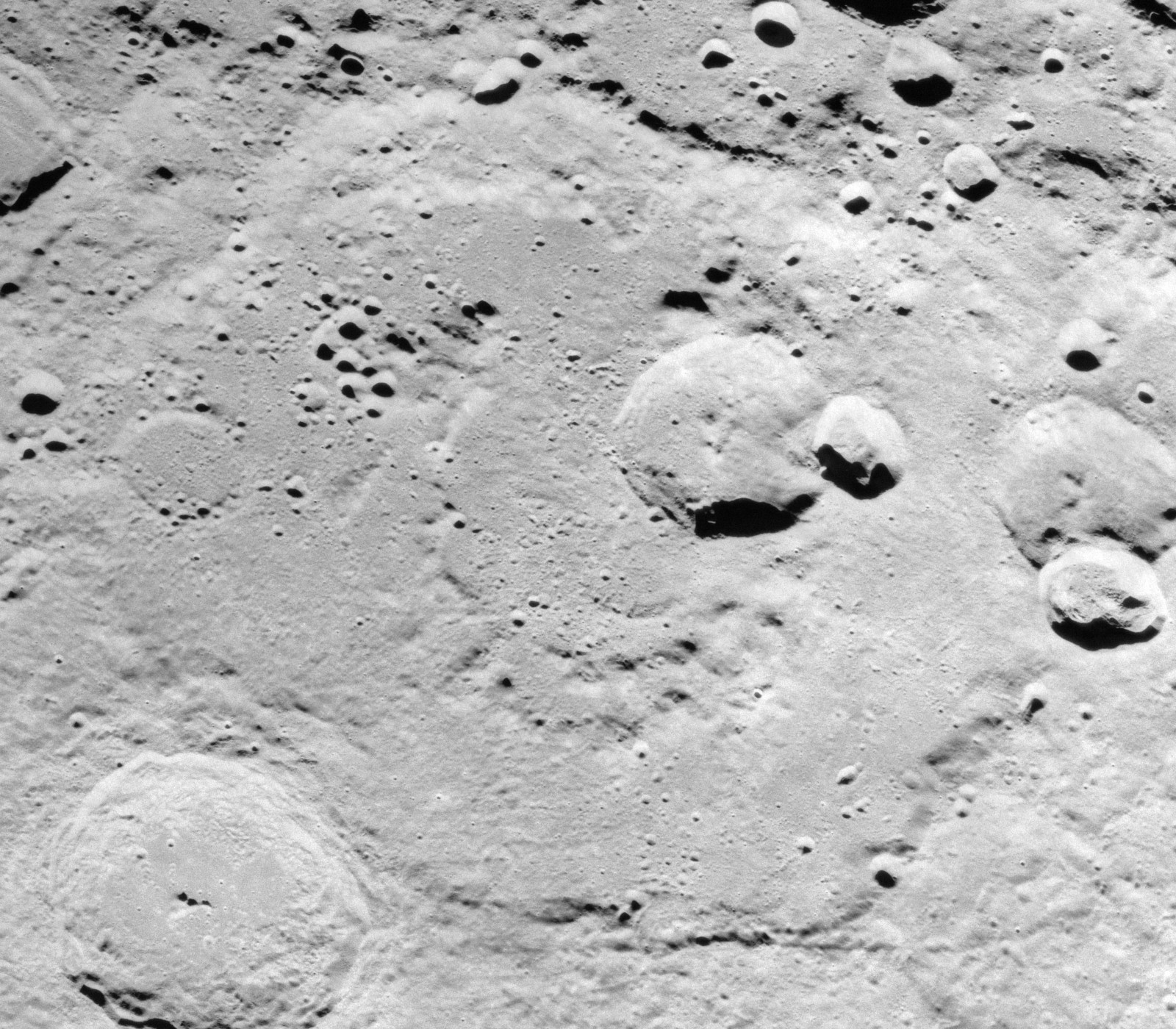
阿波罗17号拍摄的东向斜视图

米尔恩环形山的西北侧连接着斯卡利杰环形山；东北靠近舍贝勒环形山；皮泽蒂环形山位于它的东南；南面是比耶克尼斯陨石坑；西南坐落着帕克赫斯特环形山。米尔恩环形山的西北偏西是独湖、西南则是南海，该环形山的中心月面坐标为31°00′S 112°47′E / 31°S 112.78°E，
直径260公里，深度为3.2公里。
米尔恩环形山呈多边形状，因长时间的撞击侵蚀而严重损毁。外侧壁已成为一圈低矮、崎岖的环形山脊，其中：南侧壁大部已消失，该区域现覆盖着卫星坑米尔恩 M"和"米尔恩 N"。"米尔恩 N"带有射纹系统，它也被认定为属于哥白尼纪的一部分。
尽管该陨坑底表较为平坦，但其表面也留下了众多的撞击坑。最突出的是位于中心点南面的卫星坑"米尔恩 K"，它的南侧坑壁上坐落着更小的卫星坑"米尔恩 L"。坑底东北部有一群异常密集，几乎就像一串葡萄般的10-12座小陨坑，而西北地区较为崎岖，覆盖着斯卡利杰环形山形成时喷发的溅射物；中心点附近环绕着二道同心的半圆形山脊和山丘。

## 卫星陨石坑
按惯例，最靠近米尔恩环形山的卫星坑在月图上以字母标注在该坑中心点的旁边。
| 米尔恩 | 纬度    | 经度     | 直径    |
| ------ | ------- | -------- | ------- |
| K      | 32.5° S | 113.1° E | 65 公里 |
| L      | 33.7° S | 112.7° E | 26 公里 |
| M      | 35.7° S | 112.1° E | 54 公里 |
| N      | 35.5° S | 110.8° E | 37 公里 |
| P      | 37.1° S | 107.7° E | 95 公里 |
| Q      | 34.3° S | 107.3° E | 75 公里 |

- 卫星坑"米尔恩 K"形成于早雨海纪[1]；
- 卫星坑"米尔恩 M"形成于雨海纪[1]；
- 卫星坑"米尔恩 N"形成于哥白尼纪[1]；

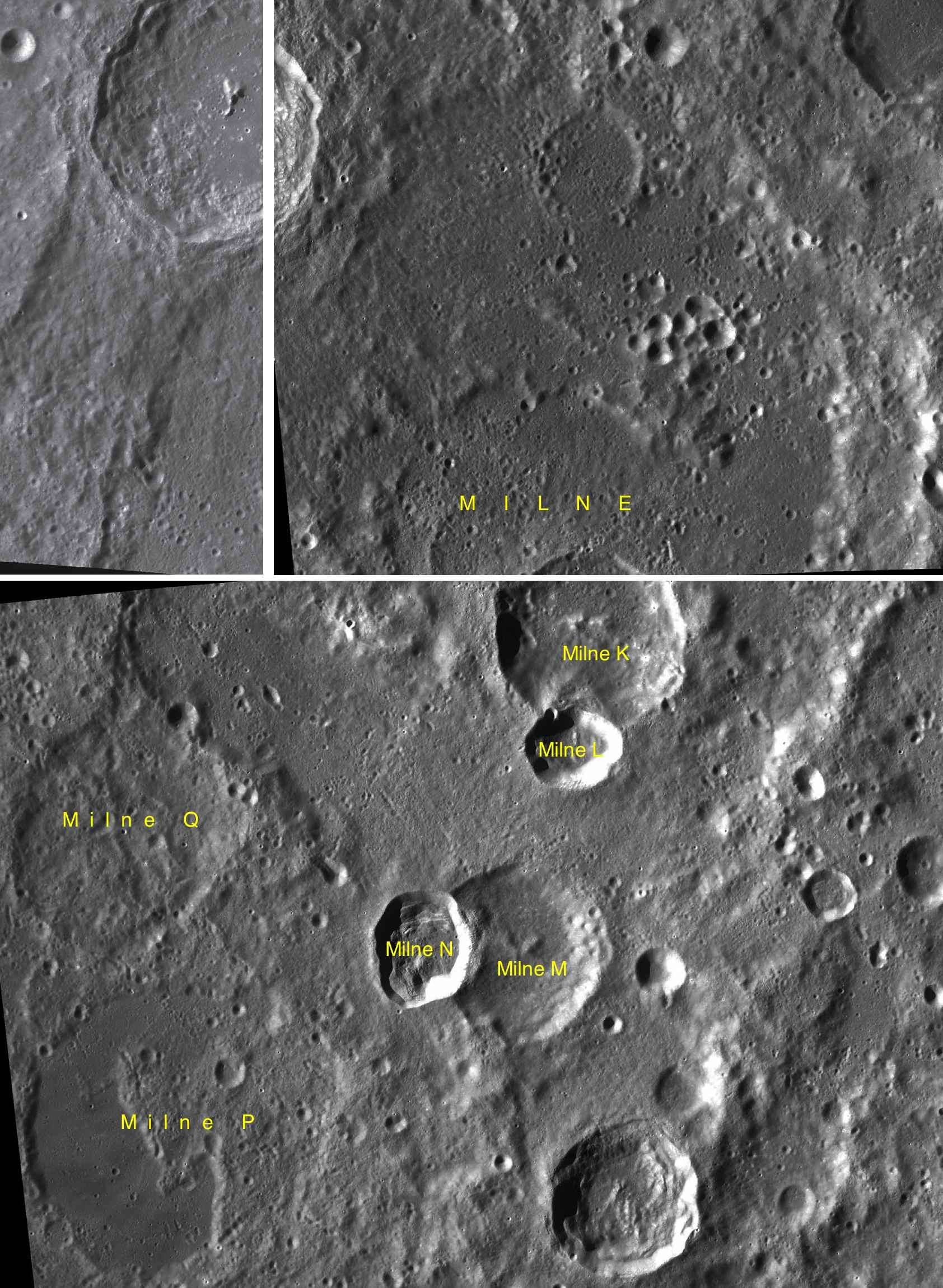
LAC-100、LAC-101和LAC-117拼接图

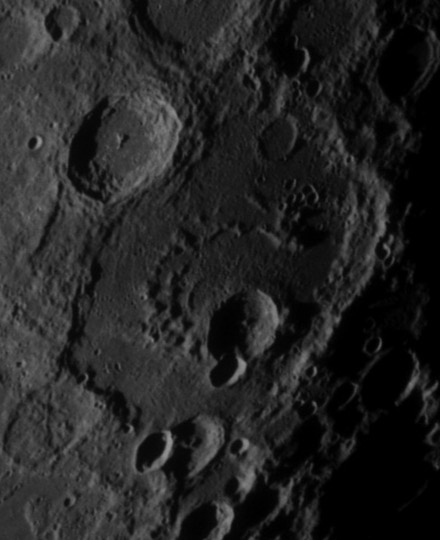
阿波罗12号拍摄的斜视图，上为北。

- 卫星坑"米尔恩 P"和"米尔恩 Q"形成于前酒海纪[1]。